# Der unsichtbare Mann
Der unsichtbare Mann ist ein Roman von Ralph Ellison, im Original Invisible Man, der 1952 erschienen ist. Das Buch erhielt im folgenden Jahr den National Book Award und gilt seitdem als einer der bedeutendsten US-amerikanischen Romane der Nachkriegszeit. Das Magazin Time zählt ihn zu den besten 100 englischsprachigen Romanen, die zwischen 1923 und 2005 veröffentlicht wurden. 
Ellison publizierte Kurzgeschichten und Essays, zwei weitere Romane blieben unvollendet. Sie wurden posthum veröffentlicht. In deutscher Übersetzung erschien Invisible Man 1954 unter dem Titel Unsichtbar bei Fischer, 1984 bei März und seit 1987 als Unsichtbar. Roman im Rowohlt-Verlag mit Autorennachwort vom 10. November 1981.

## Handlung
Hauptfigur und Ich-Erzähler in Der unsichtbare Mann ist ein namenlos bleibender Mann, der sich selbst für unsichtbar hält. Diese Unsichtbarkeit ist keine physische, sondern eine soziale Unsichtbarkeit: Als Schwarzer wird er von seinen Mitmenschen im Amerika der Nachkriegszeit nicht wahrgenommen. Die Geschichte wird im Rückblick erzählt. Der Erzähler sitzt in einem von ihm besetzten unterirdischen Kellerraum eines rein-weiß vermieteten Gebäudes, den er mit 1369 Glühlampen bestückt hat, die mit schwarz angezapftem Strom betrieben werden. Von diesem hellsten Punkt in ganz New York aus wird das Leben des Erzählers beleuchtet, angefangen bei seiner Schulzeit.
Als Student muss er eines Tages Mr. Norton, den weißen reichen Philanthropen des Colleges, einen Direktor, Wissenschaftler und Bankier, chauffieren. Nach schrecklichen Vorfällen während dieses Tages, die dem Ansehen der Schule (die dem Tuskegee Institute ähnelt, das Ellison selbst besucht hat) in den Augen des Schuldirektors Dr. Bledsoe geschadet haben, wird dem Protagonisten das Stipendium entzogen, während ihm gleichzeitig versichert wird, dass man sich um ihn kümmern werde. Er erhält Empfehlungsschreiben, um einen Job in New York zu finden, mit dem er sich das Geld für das nächste Semester verdienen könne. Er ist jedoch bei der Stellensuche erfolglos und muss feststellen, dass Dr. Bledsoe den Firmen dringend empfohlen hat, ihn nicht einzustellen.
Der Erzähler fängt an, in einer Farbenfabrik zu arbeiten, die für ihre weiße Farbe bekannt ist. Sein Vorgesetzter fürchtet aber die Konkurrenz und entledigt sich des Erzählers dadurch, dass er ihn dazu bringt, einen Teil der Heizung, für die sie zuständig sind, zur Explosion zu bringen. Der Protagonist wird ins Krankenhaus eingeliefert, wo man ihn auch mit Elektroschocks behandelt. Als Arbeitsloser trifft er in Harlem auf einen Redner, der die Massen fasziniert, und als er, der selbst ein begnadeter Redner ist, einer Hausräumung beiwohnt, wagt er einen Versuch und schafft es tatsächlich, die Massen zu begeistern.
Dies erfährt Jack, ein Vertreter der Bruderschaft (eigentlich die CPUSA), und wirbt ihn als Mitglied an. Er erhält sogar eine leitende Rolle in Harlem, gerät jedoch in Konflikt mit den Parteivorstellungen und wird schließlich von der Gruppierung vollends im Stich gelassen.
Sein Widersacher war, als er noch Redner für die kommunistische Organisation war, der schwarze Nationalist Ras der Mahner (eigentlich Marcus Garvey), der zum gewalttätigen Aufstand gegen die weißen Unterdrücker aufrief.
Kurz nachdem der Erzähler nicht mehr für die Partei tätig ist, kommt es zu gewalttätigen Unruhen, in denen der Erzähler beinahe ums Leben kommt, sich jedoch in ein Loch flüchtet, wo er seitdem lebt und seine Geschichte erzählt.
Der Protagonist des Romans schließt damit, dass er vielleicht bald wieder ans Tageslicht komme, und hebt hervor, dass seine Geschichte in ähnlicher Form die jedes anderen Menschen sein könne und das Schicksal der Unsichtbarkeit nicht nur auf ihn zutreffe.

## Unsichtbarkeit und Identitätssuche
Der namenlose Ich-Erzähler beschreibt sich selbst als "unsichtbar", was sowohl die Diskriminierung, die er als Afro-Amerikaner erlebt, betrifft, als auch das Problem der Identitätsfindung.
Er versucht auf verschiedene Art und Weise sich in der Gesellschaft zurechtzufinden, jedoch wird er von den Menschen, die ihn umgeben, immer wieder beeinflusst, was ihn verunsichert und letztendlich dazu bringt, sich aus der Gesellschaft zurückzuziehen und dem Leser seine Geschichte zu erzählen.
In den verschiedenen Episoden des Romans durchläuft der Protagonist eine Reihe von Initiationen in jeweils neue Identitäten. In diesem Prozess der Identitätssuche erweist sich jedoch für ihn keine der Identitäten, zu der er gelangt oder in die er wieder zurückkehren möchte, als gesichert. Auf diese Weise ist die Situation des „Unsichtbaren“ ähnlich wie diejenige der Titelfigur in Saul Bellows knapp zwei Jahre später veröffentlichtem Roman The Adventures of Augie March (dt. Die Abenteuer des Augie March, 1956) dadurch gekennzeichnet, dass er fortwährend genötigt ist, die eigene Identität stets wieder zu entwerfen und in der Konfrontation mit der Realität zu korrigieren. Ebenso wie Augie March ist der „Unsichtbare“ in Ellisons Roman bestrebt, sich den Versuchen der Anderen zu entziehen, die ihn bestimmen wollen. Allerdings weicht der „Unsichtbare“ dabei im Gegensatz zu Augie March, wenn auch nur vorübergehend, nicht grundsätzlich seiner gesellschaftlichen Verantwortung aus. Diese erzähltechnisch bzw. künstlerisch durchaus überzeugend dargebotene Variante der zentralen Thematik der Identitätsfindung prägt Ellisons Roman in besonderer Weise.

## Rezeption und Kritik
In der Literaturkritik ist der etablierte und gleichberechtigte Platz Ellisons und seines Romans in der amerikanischen Literaturszene des 20. Jahrhunderts unbestritten. Allerdings gibt es, wie Franzbecker in seiner Analyse der Rezeptionsgeschichte des Werks ausführlich darlegt, divergierende Richtungen der Ellison-Kritik in der Deutung der grundsätzlichen Aussage des Romans. 
Während ein Teil der Kritiker das Werk als Ausdruck eines allgemeinmenschlichen Schicksals oder einer grundlegenden menschlichen Notlage betrachtet und Ellison im „mainstream“ amerikanischer und darüber hinaus westlicher Kultur verwurzelt sieht, reiht ein anderer Teil der Kritiker das Werk in die Tradition des schwarzen Protestromans ein, in dem die besondere soziale Notlage der Afro-Amerikaner in den Vereinigten Staaten des 20. Jahrhunderts sowie deren Erfahrung von Diskriminierung und Unterdrückung thematisiert werde. In dieser Richtung der Kritik wird allerdings teilweise auch der angeblich mangelnde Protest des Protagonisten in dem Roman gerügt, der zwischen Konformismus und Nonkonformismus schwanke, sich jedoch letztlich mit seiner Situation abfinden und nicht versuche, diese zu verändern.
Schließlich wird ebenso das mit der „Unsichtbarkeit“ eng verbundene zentrale Thema der Identitätsfindung in dem Roman verschieden ausgelegt, nämlich als Suche nach einer existenziellen, politisch-sozialen, rassisch-kulturellen oder aber künstlerischen Identität.
Trotz dieser unterschiedlichen Deutungsansätze ist sich die Mehrzahl der Kritiker jedoch einig, dass Ellisons Roman zu den bedeutendsten Werken der ersten drei Nachkriegsjahrzehnte gehört und nicht nur einen Neuansatz in der afroamerikanischen Erzähltradition bedeutet, sondern zugleich eine grundlegende Bedeutung für die Weiterentwicklung der amerikanischen Erzählkunst allgemein hat, die bis in die Mitte der 1950er Jahre im Wesentlichen durch Faulkner und Hemingway geprägt wurde.